# Beauty and the Boss
Beauty and the Boss è un film del 1932 diretto da Roy Del Ruth che si basa su A Templom Egere, una commedia di Ladislaus Fodor andata in scena in prima a Budapest il 2 dicembre 1927.
Prodotto da The Vitaphone Corporation, venne distribuito in sala il 9 aprile 1932.

## Trama
Il barone Josef von Ullrich, un grande banchiere internazionale, è convinto che una bella donna non deve lavorare in ufficio ma usare la propria bellezza al servizio dell'intrattenimento degli uomini. Così licenzia Polly, la sua bella segretaria, assumendo una sbiadita ragazza, Susie Sachs, che lo impressiona per la propria efficienza. Polly, alla quale il barone ha promesso di restare fuori orario in contatto con lei, viene tenuta lontana da von Ullrich - come del resto tutte le altre donne - da Susie, che ha stilato un rigido calendario di lavoro per il suo boss di cui si è, nel frattempo, innamorata. Trovandosi a Parigi per lavoro, von Ullrich scopre perché Polly è sparita dalla circolazione e, per punizione, ingiunge alla segretaria di consegnare personalmente alla ragazza una scatola di fiori. Quando le due si incontrano, la bella Polly consiglia Susie di rendersi più femminile, insegnandole anche alcune tecniche per far girare la testa agli uomini. Seguendo i consigli di Polly, Susie si trasforma e, quella sera, quando si presenta a un appuntamento con il barone, quest'ultimo non riesce a credere ai propri occhi. Vorrebbe farle la corte, ma ne è impedito dal solito calendario di appuntamenti che è tenuto a rispettare, mentre Susie flirta con un conte suo amico e anche con Paul, il fratello del barone. Quando i due si rivedono, finisce che von Ullrich licenzia la segretaria. Però, prima di lasciarla andare, le chiede di scrivere un memo sotto la sua dettatura: sarà la sua proposta di matrimonio che Susie, felice, accetta.

## Produzione
Secondo Variety, Paul Frank fu coautore insieme a Ladislaus Fodor del lavoro teatrale da cui prende spunto il film, la commedia ungherese A Templom Egere che fu adattata in inglese con il titolo A Church Mouse e venne presentata a Broadway il 12 ottobre 1931. La stessa commedia ebbe anche un altro adattamento inglese firmato questa volta da Benn Levy che, sempre con il titolo A Church Mouse, andò in scena a Londra nel marzo 1931. Nello stesso anno, ne venne tratto un film tedesco diretto da Richard Oswald, Arm wie eine Kirchenmaus.

La First National produsse nel 1934 il film The Church Mouse che, diretto da Monty Banks, era un remake di Beauty and the Boss.

### Colonna sonora
Il film fu registrato in sistema Mono.
Le musiche si devono a W. Franke Harling il cui nome, però, non appare nei credit del film. La musica dei titoli è di Arthur Lange mentre il tema musicale è di Sam Perry. L'orchestrazione fu affidata a Emil Gerstenberger e a Oscar Potoker (nessuno dei due accreditati), mentre alla testa della Vitaphone Orchestra c'era la bacchetta di Leo F. Forbstein.

## Distribuzione
Il copyright del film, richiesto dalla Warner Bros. Pictures, Inc., fu registrato il 16 marzo 1932 con il numero LP2931.